# Il principe studente (film 1954)
Il principe studente (The Student Prince) è un film del 1954, diretto da Richard Thorpe (con Curtis Bernhardt, non accreditato).
Tratto dall'operetta Alt-Heidelberg di Wilhelm Meyer-Förster con il libretto in inglese di Dorothy Donnelly, riprende la storia del principe ereditario di una piccola nazione che, studente all'università di Heidelberg, si innamora di una ragazza del popolo. Le musiche di Sigmund Romberg, dirette da Raymond Sinatra, furono orchestrate per lo schermo da Maurice De Packh, Albert Sendrey e Robert Van Eps. Le parti danzate furono coreografate da Hermes Pan.
I due protagonisti erano, nel ruolo di Kathie, Ann Blyth e in quello di Karl Franz, Edmund Purdom che, nelle parti cantate, fu doppiato da Mario Lanza. 
La colonna sonora raggiunse la prima posizione della Billboard 200 per 36 settimane.
Uno degli interpreti del film, l'attore di origine ungherese S.Z. Sakall morì di infarto pochi giorni dopo la fine delle riprese.

## Altre versioni
Una prima versione muta della storia era stata portata sullo schermo nel 1923 in Germania con il film Alt Heidelberg di Hans Behrendt.
Nel 1927, la MGM aveva prodotto la versione in inglese dell'operetta, con il titolo The Student Prince in Old Heidelberg: diretto da Ernst Lubitsch, il film aveva come protagonisti Ramón Novarro e Norma Shearer. La storia verrà ripresa nel 1959 da Ernst Marischka che girerà la sua versione della storia che in Italia verrà distribuita con il titolo Sissi e il granduca.

## Trama
Karl Franz, principe ereditario di Karlsburg, è l'erede a un trono mitteleuropeo che deve, per ragioni politiche, sposare la ricca principessa Johanna. Ma il giovane ha avuto una educazione esclusivamente militare ed è privo di quei requisiti che sono indispensabili per renderlo gradito alla promessa sposa. Il sovrano, ch'è suo nonno, dispone quindi che Karl venga inviato a Heidelberg, antica città universitaria, dove partecipando alla vita studentesca, si familiarizzerà con le norme della vita sociale, perdendo la sua militaresca rigidezza. Nella città tedesca, tra feste, duelli e amori più o meno importanti e, soprattutto, tante canzoni, Karl si innamora perdutamente di Katy, una giovane e graziosa locandiera, che ricambia il suo affetto. L'idillio sboccia in barba alle differenze di casta, e i due decidono di scappare a Parigi, dove coroneranno il loro sogno d'amore. Ma la morte del nonno fa di Karl un sovrano, che non può sottrarsi ai suoi doveri ed alle sue responsabilità. Costretto a sposare la principessa Johanna, egli saluta per l'ultima volta Katy, che resterà il più tenero e dolce ricordo della sua vita.

## Produzione
Il film fu prodotto da Joe Pasternak per la Metro-Goldwyn-Mayer (MGM). Venne girato dal 14 dicembre 1953 al 16 gennaio 1954.

## Distribuzione
Distribuito dalla Metro-Goldwyn-Mayer (MGM), il film uscì nelle sale cinematografiche USA il 15 giugno 1954.